# Bonitasaura salgadoi
Bonitasaura salgadoi ("lagarto de La Bonita de Leonardo Salgado") es la única especie conocida del género extinto Bonitasaura de dinosaurio saurópodo saltasáurido, que vivió a finales del período Cretácico, hace aproximadamente 84 millones de años, en el Santoniense, en lo que es hoy Sudamérica. Su holotipo se encuentra albergado en el Museo Provincial Carlos Ameghino, en la ciudad de Cipolletti, Provincia de Río Negro, Argentina.

## Descripción

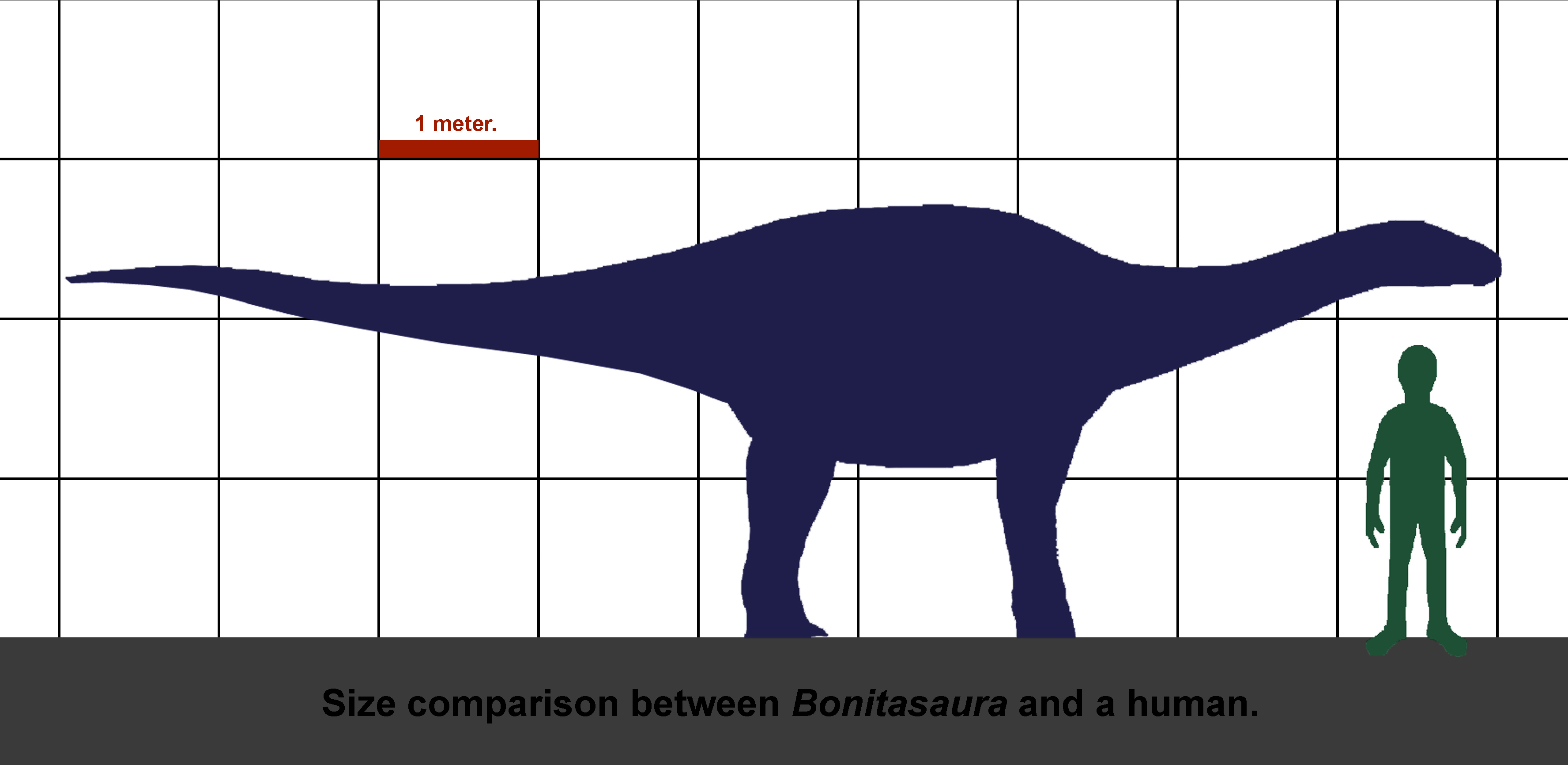
Tamaño de Bonitasaura comparado con un humano.

Bonitasaura tenía una mandíbula inferior característica, de forma cuadrada, que presentaba un canto vascularizado inmediatamente posterior a la fila de dientes frontales en forma de clavijas. Este canto debió poseer una envoltura de queratina que se oponía a una similar en la quijada superior, que formaba una especie de pico con lo que cortaba las ramas para comer. Los dientes en la parte anterior eran pequeños que se reemplazaban continuamente (uno funcionaba y ya había tres más esperando salir), y tenía una lisa cuchilla de hueso posterior que hacía las veces de guillotina. Este animal tenía un cuello delgado y corto, y arcos neurales robustos en las primeras vértebras dorsales para soportar fuertes músculos, lo que indica el uso del cuello en esfuerzos vigorosos, probablemente durante la alimentación. El ejemplar encontrado es un subadulto que habría medido cerca de 7 metros, por lo que se estima que el adulto habría medido alrededor de 12 metros de largo y 3 de alto, con un peso de 5 toneladas. 

## Descubrimiento e investigación

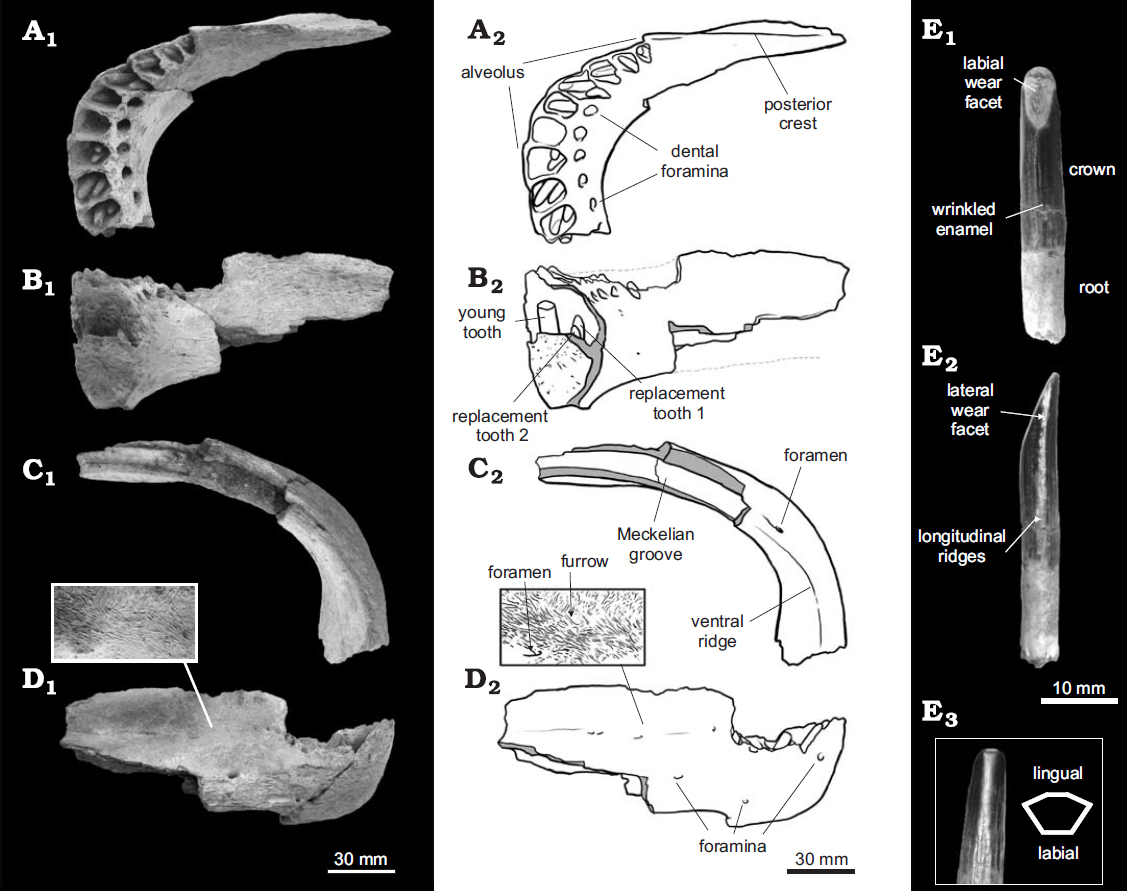
Hueso dentario derecho.

En La Bonita, lugar del hallazgo de los restos, aflora el Subgrupo Río Colorado, parte superior del Grupo Neuquén (Cenomaniano-Campaniano). Este Subgrupo presenta dos formaciones: Formación Bajo de la Carpa y Formación Anacleto. Esta especie fue encontrada en los niveles superiores de la Formación Bajo de la Carpa, localizada en la provincia de Río Negro, del noroeste de la Patagonia, en la Argentina. Los restos, consisten en un esqueleto parcial de un adulto hallados en un área de arenisca fluvial pequeña, incluyen una quijada inferior con los dientes, las vértebras parciales y los huesos del miembro, fue descrito por Apesteguía en una comunicación corta en mediados de 2004. El nombre proviene del paraje donde fue encontrado, llamado "La Bonita", siendo la especie nombrada en honor a Leonardo Salgado, un conocido paleontólogo argentino.
El paraje La Bonita se halla en las cercanías de Cerro Policía, se encuentra íntegramente localizada en el campo “El Manzano”, frente al Cerro La Bonita, perteneciente a la familia Pincheira.
De dicha localidad, y gracias a la valiosa información provista por Doña Tica (Filomena Ávila), las familias Pincheira y Montoya, así como Don Parodi, se ha colectado el esqueleto de un único dinosaurio saurópodo nombrado como Bonitasaura salgadoi. 
A lo largo de las distintas campañas se han obtenido numerosos huesos que forman buena parte del esqueleto. Adicionalmente, se han hallado restos de tortugas de agua dulce y pterosaurios, así como dientes aislados de cocodrilos y terópodos. Todos estos materiales constituyeron la tesis doctoral de Pablo Gallina y fueron preparados, quitado de la roca que los contiene, endurecimiento con lacas, fortalecimiento estructural y bases de yeso en el Área de Paleontología de la Fundación Félix de Azara, antes de su devolución a la provincia.
Sebastián Apesteguía, seguía los pasos del geólogo alemán Walter Schiller y del paleontólogo Santiago Roth, que exploraron la zona en 1922. El hallazgo de abundantes restos de reptiles por estos investigadores confirmó que estaban situados en las capas rojas con dinosaurios. Estas capas fueron descriptas por Wichmann en 1916 y denominadas por Keidel en 1917 Dinosaurier Schichten, estratos con dinosaurios. Aunque esos científicos no dieran el origen exacto de los huesos, Apesteguía, con el entonces estudiante Pablo Gallina y el paleoartista Jorge González, siguió las indicaciones de Doña Tica de 98 años de edad, que habían dirigido a los viajeros durante los años 20 al sitio de fosilización del Bonitasaura. B. salgadoi es la evidencia de que luego de la extinción de los diplodócidos, algunas líneas de titanosauroides evolucionaron de forma convergente con estos dando cráneos bajos sin los arcos nasales característicos de otros macronarianos, como por ejemplo  Brachiosaurus o Argentinosaurus y quijadas más bajas con mandíbulas cuadradas, la sínfisis angostas y los dientes como lápices, invirtieron proporciones del miembro, siendo el húmero más corto que el fémur y las colas rudimentarias de forma de látigo. Este hallazgo también aclara en algunos aspectos problemáticos de Antarctosaurus, visto a veces como una quimera de un cráneo y un postcráneo de un titanosaurio y la quijada de un diplodócido, según Jacobs en 1993, hoy es incluido dentro de los titanosaurios.